# Michoud Assembly Facility
30°01′30″ пн. ш. 89°54′54″ зх. д. / 30.025° пн. ш. 89.915° зх. д.
Michoud Assembly Facility (MAF) — виробничий комплекс площою 3.4 км2, що належить NASA у Східному Новому Орлеані, частині Нового Орлеана, штат Луїзіана, у Сполучених Штатах. Організаційно він є частиною Центру космічних польотів імені Маршалла НАСА і наразі є комплексом із багатьма орендарями, що дозволяє комерційним і державним підрядникам, а також державним установам використовувати сайт.
MAF є одним із найбільших виробничих підприємств у світі з 43 екологічно контрольованими акрами — 174 000 м2 — під одним дахом, і в ньому працює понад 4200 людей. З вересня 1961 року до завершення програми «Аполлон» у грудні 1972 року це місце використовувалося корпорацією «Крайслер» для будівництва перших ступенів ракет «Сатурн I» та «Сатурн ІБ», пізніше до них приєдналася корпорація «Боїнг» для будівництва першого ступеня ракет Сатурн V. З 5 вересня 1973 року по 20 вересня 2010 року фабрика використовувалася для будівництва зовнішніх паливних баків космічного човника компанією Martin Marietta Corporation.
У 2012 році частини заводу, призначені для будівництва ракет, були перейменовані на Ракетний завод Кріса А. Хедфілда (CAHRF) на честь колишнього співробітника заводу та канадського астронавта Кріса Гедфілда.

## Історія

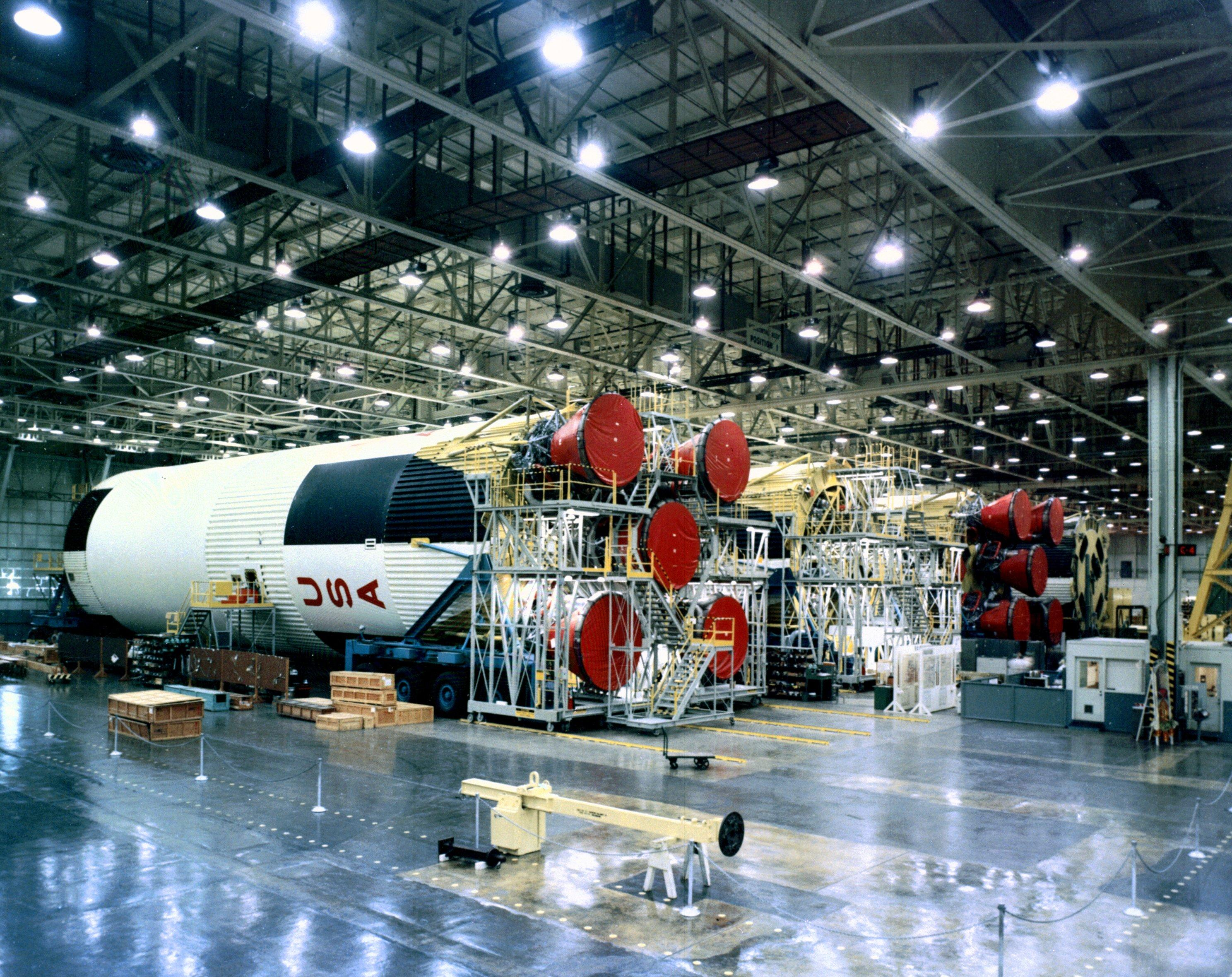
Перші етапи ракет Сатурн V збираються на фабриці Мішу в 1960-х роках

Завод спочатку був побудований у 1940 році в селі Мічуд, штат Луїзіана, підрозділом Higgins-Tucker компанії Higgins Industries під керівництвом Ендрю Джексона Гіггінса. Будівництво проводилося від імені уряду Сполучених Штатів для військового виробництва під час Другої світової війни фанерних вантажних літаків С-76 і десантного човна Хіггінса. Проект коштував 180 мільйонів доларів (2,8 мільярда доларів у 2018 році). Виробництво C-76 так і не почалося, замість цього в 1943 році було виготовлено 2 Curtiss C-46 Commando, а решту замовлення скасовано в 1944 році. У 1940-х роках цей об’єкт називали аеродромом Michoud (завод), а в 1949 році коротко — полем Національної гвардії, але до 1952 року він став недіючим. Під час Корейської війни тут виготовляли двигуни для танків Шерман і Паттон і мали 5500-футову злітно-посадкову смугу. Він перейшов під управління НАСА в 1961 році і використовувався для будівництва S-IC першого ступеня ракет Сатурн V і S-IB першого ступеня ракет Сатурн ІБ, побудованих Chrysler Corporation. Тут знаходиться перша черга останнього побудованого літака Saturn V, SA-515, побудованого компанією Boeing. Заводське обмеження висоти стелі — 12 метрів — не дозволило побудувати більший корабель Сатурн C-8 для прямого проходження Місяця, і тому було однією з головних причин, чому замість цього було обрано менший C-5 (пізніше перейменований на Сатурн V). спочатку запланований транспортний засіб на Місяць. У 1960-х роках злітно-посадкова смуга була повільно перетворена на бульвар Сатурна, а середина стала вертодромом, а в 1970-х роках була виведена з експлуатації.